# Luciano Alberici
Luciano Alberici (Bologna, 21 giugno 1923 – Roma, 22 aprile 1974) è stato un attore teatrale italiano.

## Biografia
Frequenta le lezioni di dizione di Ernestina Zaggia, è scritturato per La damigella di Bard da Emma Gramatica, mentre al Teatro del Corso di Bologna insieme a Raoul Grassilli recita con una Filodrammatica locale, lavora con Ruggero Ruggeri, Tatiana Pavlova e nel 1950 forma una compagnia di prosa con Lida Ferro.

### Gli inizi con i grandi del Teatro
Infanzia e adolescenza alla Cirenaica, quartiere popolare di Bologna, in una famiglia operaia appassionata di musica lirica, inizia la sua educazione artistica con il maestro Marchesi, al piano Imelde Venturi, e recita per diletto in Filodrammatiche locali.
Con Lilla Brignone prima attrice e Gianni Santuccio primo attore, Lia Zoppelli e Giusi Raspani Dandolo, alla fine del 1943 entra nella compagnia di Giulio Stival, con cui recita in Congedo di Renato Simoni al Teatro Goldoni di Venezia. La formazione si scioglie all'inizio del 1945 quando Stival passa alla rivista, secondo quanto riporta il giornale Il Dramma.
Alberici aderisce allora alla compagnia 0.44 guidata da Salvo Randone con Lina Volonghi, Elena Altieri, Federico Collino, la cui esibizione nell'Edipo Re è annunciata per metà aprile 1945 al Teatro Carignano di Torino, ma non vi è certezza che si sia tenuta. Il periodo è difficile e confuso e le compagnie hanno vita breve per la scarsa disponibilità finanziaria.
Nell'estate del 1946 è con la compagnia Maltagliati-Randone al Teatro Odeon di Milano per Teresa Raquin di Émile Zola e Una donna sola di Armand Salacrou. Alla sua prima prova di regia è Giorgio Strehler non ancora venticinquenne. Buon successo di pubblico nonostante la stagione, anche per il prezzo del biglietto che rende il teatro accessibile a molti. Nello stesso periodo nel cortile della Rocchetta al Castello Sforzesco per l'estate milanese, recita in Per venticinque metri di fango, un'opera sulla follia della guerra di Irwin Shaw con la direzione di Daniele D'Anza.
Riprende il sodalizio artistico con Strehler in Pick up girl di Elsa Shelley, con cui la formazione Adani-Ruggeri, una delle più importanti dell'epoca, debutta il 17 dicembre 1946 al Teatro Nuovo di Milano.

#### Formazioni artistiche al Teatro Olimpia
È ancora con Ernesto Calindri, Lina Volonghi, Laura Solari e Franco Volpi nella compagnia del Teatro Olimpia di Milano (1947). Ernesto Sabbatini mette in scena La notte del sedici gennaio di Ayn Rand, un processo in cui dodici giurati sorteggiati tra il pubblico, riuniti in camera di consiglio, decidono autonomamente ogni sera il verdetto. È un esperimento di teatro partecipativo in cui lo spettatore diventa attore. Gli attori presentano poi Rebecca, la prima moglie di Daphne du Maurier e La maschera e il volto di Luigi Chiarelli.

#### L'incontro con la regia di Tatiana Pavlova
Importante nella sua formazione l'incontro con Tatiana Pavlova che lo dirige in La lunga notte di Medea di Corrado Alvaro. È Giasone, mentre la stessa Pavlova è Medea, una madre che vuole salvare i figli dall'ira della folla corinzia, diversa da colei che uccide i figli per vendicarsi dello sposo disegnata da Euripide. Una tragedia "incalzante e suggestiva" con scenografia di De Chirico, che crea una sorta di teatro nel teatro.
E nell'estate del 1950, durante la stagione mediterranea di arte e cultura, che Alberici, gioviale, attento e spavaldo, recita in Il cane del giardiniere di Lope de Vega, nel suggestivo scenario del parco di Nervi e a Porto Venere in Le sorelle di Segovia.
È inoltre Piero in La vedova di Renato Simoni, recita in La lontana parente di Eligio Possenti e in particolare interpreta Robert in Il mulatto di Langston Hughes, dove "è alle prese con una parte d'impeto furioso" (Renato Simoni). Quest'ultimo spettacolo (4 dicembre 1950) è al centro di uno scontro tra Silvio d'Amico e la regista, che sulla ribalta del Teatro Quirino lo accusa di polemizzare per ragioni personali.
La Pavlova dirige col metodo Stanislavskij la compagnia del Teatro Italiano rifuggendo dalla figura del mattatore e richiedendo agli attori studio, capacità di calarsi nel personaggio e disponibilità a sacrificare la vanità per comporsi in un insieme. Anche il lavoro di preparazione è collettivo: l'attore studia il personaggio, lo propone agli altri fino a giungere, mediante discussione, ad un complesso armonioso. Uno dei maggiori critici teatrali dell'epoca, Renato Simoni, ha parole di apprezzamento per il lavoro della Pavlova e dello stesso Alberici.

#### Teatro classico e moderno con Renzo Ricci
Nella stagione 1951/52 con la compagnia Ricci-Magni interpreta il ruolo di Apollodoro in Cesare e Cleopatra (opera teatrale), divertente commedia di George Bernard Shaw, regia di Franco Enriquez e quello di Scaro in Antonio e Cleopatra, tragedia d'amore e dramma politico di William Shakespeare. Renzo Ricci s'ispira all'originale idea di Laurence Olivier di rappresentarle alternate, così lo spettatore torna al suo posto per due sere, una ride e l'altra medita.
Ancora con la regia di Ricci è un impetuoso Laerte in Amleto di William Shakespeare e Angelo Facci in Questa sera a Samarcanda di Jacques Deval al Teatro La Fenice di Venezia dove è inoltre tra gli interpreti di Ora di visite, con la regia di Alessandro Fersen.
Degli anni cinquanta è anche il dialogo tra Cesare e Bruto della scrittrice Elena Bono.

#### L'arte di recitare e il maestro Ruggeri
Con Ruggeri e il gotha del teatro italiano, riunitosi nel 1952 in ricordo del critico teatrale e drammaturgo Renato Simoni, deceduto qualche mese prima, appare in Carlo Gozzi, regia di Ernesto Sabbatini. Al Teatro Carignano di Torino è poi in L'attesa dell'angelo di Guglielmo Giannini, una favola in cui si parla di amore, morte, famiglia
Nel gennaio 1953 al Teatro Manzoni di Milano, dà ottima prova nella parte del duca di Nemours in Luigi XI di Casimir Delavigne, ruolo interpretato accanto a Ruggeri solo da lui e da Attilio Ortolani.
Qualche tempo dopo è il Marchese Carlo Di Nolli in Enrico IV, la commedia che Luigi Pirandello aveva scritto pensando proprio a Ruggeri, l'interprete più importante del suo tempo e a cui Laurence Olivier rende omaggio al termine della rappresentazione al Saint James di Londra. Il pubblico inglese, venendo meno al tradizionale riserbo, riserva ovazioni entusiastiche alla Compagnia e i librai esauriscono in breve tempo l'edizione in inglese del dramma. Anche il giovane attore, che subisce il fascino dell'arte del maestro: sobrio ed elegante nei gesti, voce sommessa capace di dare vita a parole dense di significato, dizione squisita, riceve l'apprezzamento della stampa inglese. Il successo si ripete al Saint Georges di Parigi.

### Carriera televisiva e teatrale
Partecipa a Le convulsioni, una satira settecentesca dell'aristocrazia di Francesco Albergati Capacelli, per l'inaugurazione del Sant'Erasmo a Milano. Il piccolo teatro, pensato per una élite, a scena centrale, senza suggeritore, porta all'essenzialità della rappresentazione ed esalta la comunicazione tra pubblico e attore. Nora II di Cesare Giulio Viola è un tale successo da venire replicata 211 volte.
Selezionato attraverso il concorso "Nuovi volti per la TV" indetto dal Radiocorriere, nel 1954 Alberici interpreta il dottor Antonio nel primo sceneggiato trasmesso dalla Rai, che però non viene registrato e di cui rimangono solo alcune fotografie.

Luciano Alberici, Luisella Boni e Mario Ferrari durante le prove di Pane altrui nel 1956

È di nuovo al Teatro Sant'Erasmo (gennaio 1955),e per la sua interpretazione in I fratelli di Carlo Maria Pensa con la regia di Carlo Lari, il critico Vittorio Vecchi ha parole di apprezzamento.

#### Teatro Stabile di Torino: "Questi sono i cadetti…[18]
Entra quindi nella compagnia del Teatro Stabile di Torino. L'intento è sottrarre il teatro di prosa alle leggi di mercato, far sì che siano le leggi artistiche a guidarlo e attribuirgli una funzione educativa e di crescita culturale. In quest'ottica l'attività non si esaurisce sul palcoscenico, si amplia con la pubblica lettura di testi, dibattiti sulla letteratura, conferenze e inoltre molti spettacoli sono presentati in anteprima ad un pubblico di lavoratori delle aziende torinesi.
Alberici recita in Non si può pensare a tutto, un atto di Alfred De Musset e brevemente in Mariana Pineda, opera giovanile, ambientata durante i moti risorgimentali di metà '800, di Federico Garcia Lorca, con la regia di Lucio Chiavarelli, che offre una lettura in chiave romantica e non politica. È Pedro de Sotomayor, il capo dei cospiratori, di cui Mariana è follemente innamorata identificandolo con la Patria. L'opera richiede molto impegno agli attori e Luciano Alberici fa "miracoli per rimpolpare sapientemente il personaggio soltanto imbastito...".
Lo stesso regista mette in scena Les Femmes savantes di Molière, per la prima volta a Torino dopo il 1792. La commedia era stata poco rappresentata probabilmente perché richiede un impegno corale, non lascia spazio al primo attore e alla prima attrice e gli attori non sono aiutati da colpi di scena. Alberici interpreta il bello e mite Clitandro, in qualche modo la voce dell'autore, secondo la critica in modo preciso ed efficace. L'opera è portata con grande successo al 6º Festival della prosa a Bologna del 1956.

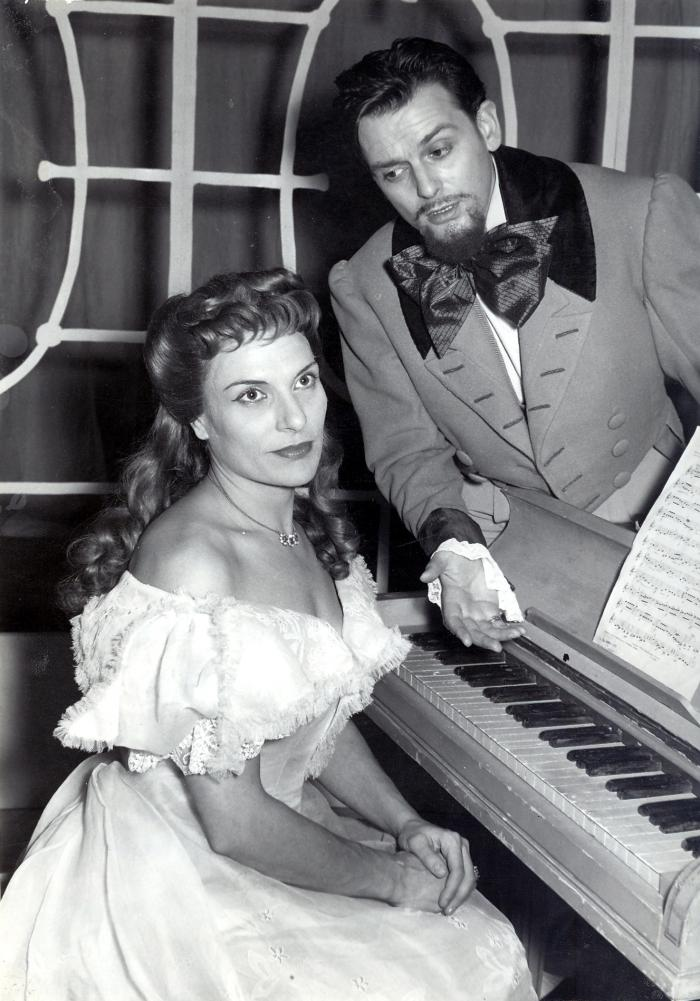
Luciano Alberici presso il Teatro Stabile Torino durante l'opera Non si può pensare (1955/56)

È sempre Chiavarelli a guidare la compagnia, priva di nomi di primo piano, e forse proprio per questo davvero affiatata, in La zitella, che Carlo Bertolazzi nel 1915 aveva ambientato nel mondo piccolo borghese e con cui il pubblico si diverte e a tratti si commuove. Alberici nella parte un po' convenzionale di Vittorio Brandini, bell'uomo, risoluto e volitivo, conteso da due donne, riesce a provocare emozioni.
Nelle Le acque della luna dell'autore inglese Norman Hunter si racconta la storia di un'umanità perduta, tentata da una vita irraggiungibile come le impossibili acque della luna, di cui il pianista viennese Guido Winterhalter è esempio.
Ancora un altro ruolo di giovane prestante, quello di Nic Brandon in Best Seller, regia di Ezio D'Errico, un linotipista, trasformatosi in scrittore di successo, che soccombe quando apprende l'origine tragica della sua fortuna. Nel primo e in due terzi del secondo atto non accade nulla e a decretarne il successo è solo la recitazione. La critica riconosce ad Alberici la capacità di gestire con consapevolezza il sovrapporsi dei piani.
È di nuovo in TV nel 1956 nel ruolo di Arturo Mashan, in Un bicchier d'acqua di Eugenio Scribe e nella commedia La donna di nessuno di Cesare Vico Lodovici, in cui con la direzione di Giancarlo Galassi Beria interpreta Gian Piero, un bellimbusto che vive di espedienti. Sempre nel '56 è Raimondo in una commedia in rima La serenata al vento di Carlo Veneziani, che descrive un mondo da operetta; è un funzionario di governo in Pane altrui di Ivan Turgenev, la prima regia televisiva della Pavlova e interpreta Giacomo Chesney in La zia di Carlo, una brillante commedia di Brandon Thomas, con Ugo Tognazzi e Raffaele Pisu.

#### Centralità della parola e del testo al Teatro del Convegno
Luciano Alberici è un attore di teatro, e la Rai degli esordi si avvale della collaborazione delle compagnie di prosa, attinge al repertorio teatrale e qualche regista effettua le riprese proprio in teatro. Nel 1957 dal Teatro Convegno di Milano, con la regia di Enzo Ferrieri, vengono trasmesse in diretta TV un'opera americana di denuncia del razzismo Profonde sono le radici di James Gow e Arnaud D'Usseau, in cui Luciano Alberici è Bret Charles; Michel Auclair in cui è un libraio che diffonde bontà e di Alfred De Musset Cosa sognano le fanciulle, in cui interpreta il duca Laerte.
Il progetto di teatro di Ferrieri, nella cui attuazione Alberici ha grosse responsabilità, forse anche troppe -dice qualche critico-, è dare alla cultura italiana respiro internazionale: vanno in scena tra le altre Una luna per i bastardi di Eugene O'Neal,i cui protagonisti sono creature perdute come Tyrone, interpretato da Alberici con vena malinconica, che continua a ubriacarsi e a sognare la madre morta e Yerma di Garcia Lorca, poesia che diventa teatro.
Nel dicembre 1957 Enrica Mosca è la regista di Non approfondire di Alberto Moravia e dello stesso autore Ferrieri allestisce Gli indifferenti e Du côté de chez Proust di Curzio Malaparte (1958). In quest'ultima opera Alberici propone con recitazione elegante Robert de Saint-Loup.
Nel frattempo continua l'impegno in TV: nel 1959 Claudio Fino mette in scena Le tre sorelle di Čechov, un dramma ambientato nella immobile provincia russa, in cui Alberici è il collerico capitano Vassilij Solionij, innamorato di Irina (Valeria Valeri) e pronto ad uccidere.

Bianca Toccafondi, Luciano Alberici, Giuseppe Caldani, nel film Noi che restiamo (1960)

Nel 1960 è in televisione nell'operetta di Paul Abraham Vittoria e il suo ussaro, regia di Vito Molinari, in cui ricopre il ruolo del capitano degli ussari Stefano Koltai, uomo d'arme e tombeur de femmes, mettendo a profitto le lezioni del maestro Marchesi. Sono gli anni in cui la TV cerca cantanti-attori che sappiano occupare la scena. Gli dedica la copertina il Radiocorriere TV, con il soprano Edda Vincenzi.

### Prosa radiofonica e discografia
Anche la prosa radiofonica, grazie ad un'attenta selezione dei testi ha notevole successo soprattutto tra il pubblico privo di mezzi per frequentare il teatro: nel 1959 Virginio Puecher, per il ciclo del '600 francese, dirige Laure persecutee di Jean Rotrou. Alberici interpreta Ottavio che insidia l'amore tra Oranteo (Giancarlo Sbragia) e Laura (Valeria Valeri). Il Radiocorriere, all'epoca, definì il quarto atto una delle più belle opere teatrali del secolo.
Registra inoltre alcuni 45 giri, leggendo brani tratti da Racconti romani di Alberto Moravia e che oggi sono conservati nel Fondo Alberto Moravia. Interpreta infine Fra Cristoforo, in modo suggestivo e aderente al personaggio, in I promessi sposi, realizzazione discografica del 1967.

### Stagione 1960/61 a Trieste: la maturità artistica
Con Sandro Bolchi aveva già lavorato per la televisione nel 1959 in Frana allo scalo nord di Ugo Betti, La vedova scaltra di Carlo Goldoni, nel 1960 in Re Lear di William Shakespeare e di nuovo lavora in teatro nella stagione 1960/61 con la compagnia del Teatro Stabile di Trieste. Bolchi mette in scena Un marito, nella convinzione che Svevo si possa rappresentare non solo leggere. Molti attori rifiutano un copione difficile per lingua e sintassi, frequenti deviazioni e ritorni sul tema. Lo stesso Bolchi definisce il testo difficile ma davvero suggestivo. Alberici è perplesso, ma il regista con la sua direzione dà fiducia e l'attore riesce a comunicare in modo efficace ed intenso il travaglio interiore di Federico Arceri (Vittorio Tranquilli in Il Piccolo) e in quel ruolo tocca la maturità artistica messa in evidenza da un buon successo personale.
Bolchi dirige anche Gli asini magri di Aldo Nicolaj, autore particolarmente attento alle disuguaglianze sociali. Ada innamorata di Piero, uomo umile, per ascendere socialmente intende sposare un milionario senza però riuscirvi. Ad Alberici, che delinea la figura orgogliosa e offesa di Piero, la critica riconosce intelligenza scenica.
Il Teatro Stabile di Trieste, a quarant'anni dalla prima rappresentazione dei Sei personaggi in cerca d'autore, gli dà la possibilità di interpretare Pirandello, autore da lui molto amato. La regia è di Giuseppe Di Martino che inserisce nel prologo la voce registrata dello stesso Pirandello. Lo stesso regista mette in scena Antigone di Vittorio Alfieri, in cui Alberici accanto alla compagna Nais Lago impersona Emone, mentre è il conte Orsino in La dodicesima notte di Shakespeare, diretto da Giovanni Poli. Lo stesso presenta La vedova scaltra di Carlo Goldoni, la cui messinscena al Teatro Nuovo di Trieste all'epoca fu molto discussa.

### L'approdo al Piccolo Teatro di Milano

Gianfranco Mauri, Tino Buazzelli e Luciano Alberici nell'opera teatrale La Vita di Galileo (1963)

Dopo aver recitato l'amato Garcia Lorca in Nozze di sangue con la compagnia del Teatro Stabile di Firenze e la regia di Alessandro Brissoni, approda infine al Piccolo Teatro di Milano, il teatro che Paolo Grassi propone come servizio pubblico per la collettività, divenendone negli anni sessanta interprete di primo piano. È il tempo della poesia e della riproducibilità tecnica per il teatro di via Rovello. Alberici inizia un cammino di sofferte e meditate conquiste ottenute con un alacre lavoro, alla ricerca quasi maniacale della perfezione. È tra i prediletti da Giorgio Strehler che gli affida personaggi "sottili", che l'attore tratteggia oltre che con "intelligenza critica e buon gusto impeccabili", con "la sua malinconia e la sua inquietudine", con quel male di vivere che lambisce la sua vicenda umana.
Nello stesso periodo (autunno 1962) passione per la musica e probabilmente recitazione in Rai in Ifigenia in Aulide lo portano ad essere voce recitante a La Scala nella tragedia musicale Ifigenia.

#### L'apogeo: La vita di Galileo
Nel 1963 è Andrea Sarti, il discepolo estremista, colui che ascolta le parole estreme del maestro e ne rifiuta l'abiura, in La vita di Galileo di Bertolt Brecht. L'interpretazione è ispirata al metodo brechtiano e, secondo Ferruccio Marotti, professore emerito dell'Università degli Studi di Roma "La Sapienza", mostra padronanza puntuale e precisa della recitazione epica. È un successo di pubblico e di critica, l'evento culturale della stagione, quello che consacra Strehler a livello europeo, preparato minuziosamente in 125 giorni. Il regista indaga le possibilità espressive di ogni battuta recitandola in prima persona alla ricerca del significato più recondito. Si prova, si prova ancora: il lavoro è faticoso e al contempo esaltante. Ma non è solo spettacolo, l'opera è foriera di riflessione sulla responsabilità della scienza e sulla libertà di ricerca e suscita un aspro dibattito ta mondo cattolico e anticlericale.
In continuità con il Galileo sul rapporto tra scienza e politica e sulla responsabilità dello scienziato, con il medesimo allestimento, un anno dopo viene messo in scena da un gruppo di registi, tra cui Strehler, Sul caso di J.Robert Oppenheimer. Luciano Alberici affronta la difficile e controversa figura del geniale Edward Teller.
Nel 1964 è Rivoire in Le notti dell'ira, l'opera più nota di Salacrou, ispirata ad un episodio della Resistenza francese e incentrata sui grandi temi della patria, della dignità e della libertà e che è possibile inquadrare nella corrente del neorealismo.

#### Il gioco dei potenti tra storia e poesia
Al Teatro Lirico di Milano, nuova sede del Piccolo, nel 1965 è "un robusto duca di York, possente nell'orgoglio e nel dolore", in Il gioco dei potenti, liberamente tratto dall'Enrico VI di Shakespeare con l'inserimento di immagini di altri spettacoli di Strehler. È un kolossal della durata di otto ore, suddiviso e messo in scena in due serate, in cui Strehler, che lo definisce un tentativo al limite del delirio in cui tutto è falso e vero insieme, rilegge Shakespeare secondo la dialettica brechtiana. Alberici interpreta il duca di York con tale intensità fino a sentire inerte sul palcoscenico, ricoperto da un telo bianco il soffio della morte.
Quindi ancora con Strehler nel 1966 torna al teatro-scienza dopo il Galileo e il caso Oppenheimer, interpretando Duecentomila e uno di Salvato Cappelli, per riflettere sulla bomba atomica, sulla responsabilità individuale e sul rimorso di chi esegue ordini di sterminio.

#### I giganti della montagna
I giganti della montagna, nella stagione 1966/67, sono l'ultima opera in cui Alberici recita con la direzione di Giorgio Strehler. L'interpretazione del Conte, il marito di Ilse, lo appassiona e lo mostra ben inserito nel mondo pirandelliano. La riflessione del teatro sul teatro è il coronamento della sua lunga carriera anche se in realtà ha solo 43 anni, nella quale ha perseguito caparbiamente la perfezione in ogni battuta e gesto con accurato lavoro artigianale, manifestando carattere riservato senza tendenze istrioniche. La rappresentazione è accolta al Lirico di Milano con grandi ovazioni, ma il mondo teatrale è già percorso da tensioni e critiche nei confronti dell'organizzazione dei teatri stabili e del teatro di regia.

### Le ultime interpretazioni
Ritorna in TV nel 1969 con La fine dell'avventura, romanzo di Graham Greene sceneggiato da Diego Fabbri, i cui esterni sono girati in una malinconica Londra ricostruita da Gianfranco Bettetini al tempo della seconda guerra mondiale.
Di nuovo è al Teatro Stabile di Torino nella stagione 1969/70, dove dà prova significativa nella figura sofferta, istintiva e al tempo stesso logica dell'Avvocato in Il sogno di August Strindberg, regia di Michael Meschke, con Ingrid Thulin.
Nel 1970 torna al Piccolo con Patrice Chéreau, giovane regista, invitato da Paolo Grassi dopo il polemico abbandono di Giorgio Strehler nel 1968. L'opera spettacolare e travolgente è Splendore e morte di Joaquin Murieta, poema epico di Pablo Neruda, tradotto da Vittorio Bodini, ampiamente rimaneggiato e ambientato negli anni '70. Joaquin Murieta perseguitato da bande razziste nordamericane diventa bandito e guerrigliero e, catturato, subisce la decapitazione. La storia dell'eroe cileno è raccontata da una compagnia di guitti a un pubblico di popolani che comprendono avendo subito le stesse sofferenze e si trasformano in attori, mentre i primi diventano pubblico. Attraverso le contraddizioni del Poeta, nel cui ruolo Alberici è impeccabile senza alcuna fatica, Chereau abbozza una critica a Neruda.
Con Kasimierz Dejmek si sperimenta in La passione (1972), un collage di laude e rappresentazioni sacre tratte dalla tradizione (dal XIII al XVI secolo) e in cui interpreta sia Erode che Pilato.
Muore improvvisamente nel 1974, mentre era ricoverato in una clinica romana. L'infermiera dopo avergli portato la cena, ritornando lo aveva trovato cianotico ed a nulla è servito il tentativo di rianimazione.. Riposa al cimitero monumentale della Certosa di Bologna.

## Prosa televisiva Rai
- Il dottor Antonio, regia di Alberto Casella (1954)
- Pane altrui, regia di Tat'jana Pavlova (1956)
- La serenata al vento, regia di Claudio Fino (1956)
- Enrico IV, regia di Claudio Fino (1956)
- La zia di Carlo, regia di Claudio Fino (1956)
- Un bicchier d'acqua, regia di Corrado Pavolini (1956)
- La donna di nessuno, regia di Giancarlo Galassi Beria (1956)
- Michel Auclair, regia di Enzo Ferrieri (1957)
- L'ultima stanza, regia di Enzo Ferreri (1957)
- Profonde sono le radici, regia di Giancarlo Galassi (1957)
- Il coraggio, regia di Daniele D'Anza (1957)
- L'impostore, regia di Lino Procacci (1957)
- La signora delle camelie, regia di Daniele D'Anza (1957)
- La vita degli altri, regia di Claudio Fino (1957)
- Ecco la fortuna, regia di Anton Giulio Majano (1957)
- Cosa sognano le fanciulle, regia di Enzo Ferrieri (1957)
- Peg del mio cuore, regia di Silverio Blasi (1958)
- Il grande viaggio, regia di Silverio Blasi (1958)
- Romeo e Giulietta, regia di Franco Enriquez (1959)
- Le tre sorelle, regia di Claudio Fino (1959)
- Frana allo scalo Nord, regia di Sandro Bolchi (1959)
- La vedova scaltra, regia di Sandro Bolchi (1959)
- Re Lear, regia di Sandro Bolchi (1960)
- Appuntamento con la morte, regia di Guglielmo Morandi (1960)
- Noi che restiamo e voi che andate, regia di Claudio Fino (1960)
- Vittoria e il suo ussaro, regia di Vito Molinari (1960)
- La duchessa di ferro, regia di Claudio Fino (1961)
- La storia di Re Enrico IV, regia di Sandro Bolchi (1961)
- La persona giusta, regia di Enrico Colosimo (1962)
- Questioni varie all'ordine del giorno, regia di Claudio Fino (1962)
- Ifigenia in Aulide, regia di Giacomo Colli (1962)
- La lepre finta, regia diLeonardo Cortese (1964)
- Un albergo tra i monti, regia di Silverio Blasi (1965)
- Il fucile di Papa della Genga, regia di Alessandro Brissoni (1965)
- Coriolano, regia di Claudio Fino (1965)
- Le mie prigioni, regia di Sandro Bolchi (1968)
- Scrutinio finale regia di Alberto Negrin (1968)
- Losey il bugiardo, regia di Fulvio Tolusso
- La fine dell'avventura, regia di Gianfranco Bettetini (1969)
- Marionette, che passione!, regia di Claudio Fino (1969)
- Tutta la verità, regia di Claudio Fino, trasmessa dal Programma nazionale il 25 novembre 1969.
- Una pistola in vendita, regia di Vittorio Cottafavi (1970)
- La misura del rischio, regia di Lydia C. Ripandelli - serie Di fronte alla legge (1970)
- Aspettando giustizia, regia di Toni De Gregorio- serie Di fronte alla legge (1971)
- Lulù, regia di Sandro Bolchi (1972)
- Puccini, regia di Sandro Bolchi (1973)
- La nuvola sulla città, regia di Dante Guardamagna (1974)
- Canossa, regia di Silverio Blasi (1974)

## Prosa radiofonica Rai
- In portineria di Giovanni Verga, regia di Enzo Ferrieri (1957)
- Il delitto e la colpa di Paolo Levi, regia di Umberto Benedetto (1958)
- I due fratelli di Michail Jur'evič Lermontov, regia di Umberto Benedetto (1958)
- La passione di Revello, mistero anonimo del XV secolo, regia di Eugenio Salussolia (1959)
- Laure persecutée di Jean Rotrou, regia di Virginio Puecher (1959)
- I viandanti, un atto lirico sinfonico, musica di Salvatore Allegra (1959)
- Martha Monestier di Denys Amiel, ripresa radiofonica di Gian Domenico Giagni (1960)
- La Colonia di Pierre de Marivaux, regia di Corrado Pavolini (1960)
- I sinceri di Pierre de Marivaux, regia di Corrado Pavolini (1960)
- La prova di Pierre de Marivaux, regia di Corrado Pavolini (1960)
- La via di mezzo di Federico Zardi, regia di Corrado Pavolini (1961)
- La donna di nessuno di Cesare Vico Lodovici, regia di Ruggero Jacobbi (1962)
- Le spose scambiate di Thomas Hardy, regia di Pino Gilloli (1963)
- Un marito di Italo Svevo, regia di Sandro Bolchi (1964)
- La donna di nessuno di Cesare Vico Lodovici, regia di Ruggero Jacobbi (1965)
- Nato spaventato di Maria Teresa Valoti, regia di Luigi Squarzina (1969)
- Re Lear di William Shakespeare, regia di Sandro Bolchi (1969)
- La corsa di Michail Bulgakov, regia di Vilda Ciurlo (1970)
- Il grido del tacchino di Luigi Santucci, regia di Sergio Frenguelli (1972)
- La via di mezzo in ricordo di Federico Zardi, a cura di Ruggero Jacobbi, regia di Corrado Pavolini (1972)
- Sister Carrie di Theodore Dreiser, regia di Ottavio Spadaro (1973/1974)